# Minoru Shibuya
Minoru Shibuya (渋谷実, Shibuya Minoru), né le 2 janvier 1907 et mort le 20 décembre 1980, est un réalisateur japonais.

## Biographie
Minoru Shibuya nait le 2 janvier 1907 à Asakusa (Tokyo), il fréquente le département de littérature anglaise de l'université Keiō mais le quitte avant d'être diplômé,. Il rejoint la Shōchiku en 1930 et y travaille comme assistant réalisateur auprès de Yasujirō Ozu, Mikio Naruse, et Heinosuke Gosho, avant de faire ses débuts derrière la caméra en 1937 avec Madame n'en saura rien (奥様に知らすべからず, Okusama ni shirasu bekarazu). Il tourne d’abord des mélodrames modernes à succès, genre qui est alors la marque de fabrique de la Shōchiku.
En 1943, Minoru Shibuya est appelé sous les drapeaux et est envoyé sur le front chinois, il ne revient au Japon qu'en avril 1946, plusieurs mois après la fin de la guerre du Pacifique. Dans les années 1950, il s'affirme comme auteur avec des comédies satiriques sur les mœurs japonaises de l'après-guerre. En 1953, il est récompensé du prix Mainichi du meilleur réalisateur pour Pas de consultations aujourd'hui (本日休診, Honjitsu kyūshin, 1952) et Ceux d'aujourd'hui (現代人, Gendai-jin, 1952), ce dernier film étant aussi est présenté en compétition au festival de Cannes 1953.
Avec Les Grincheuses (もず, Mozu, 1961), Un homme bon (好人好日, Kōjin kōjitsu, 1961) et Au Paradis des ivrognes (酔っぱらい天国, Yopparai tengoku, 1962), son style visuel soigné devient évident dans ses compositions utilisant le format CinemaScope. En 1965, il tourne Le Radis et la Carotte (ja) (大根と人参, Daikon to ninjin), un film hommage à Yasujirō Ozu basé sur les notes de travail laissées par le grand cinéaste avant sa mort en décembre 1963. Mais comme le note le critique Chris Fujiwara, « les films de Shibuya sont à mille lieues de ceux d'Ozu : durs, parfois véhéments, imprégnés d'humour noir, qui tendent à déformer le corps humain ou à le pousser dans les tréfonds de compositions violemment modernistes ». Ce sera son dernier film pour la Shōchiku, où il aura effectué l'essentiel de sa carrière.
Minoru Shibuya dirige près d'une cinquantaine de films entre 1937 et 1966. Il « travaille avec la même facilité dans la comédie et le mélodrame, [et] laisse sa marque en tant que chroniqueur ironique mais compatissant des difficultés du début de la période d'après-guerre ».
Il meurt des suites d'une pneumonie le 20 décembre 1980 à l'âge de 73 ans.

## Filmographie

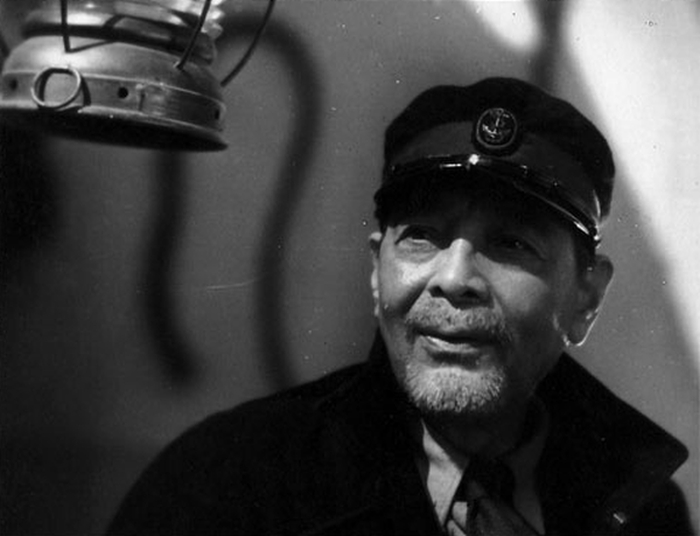
Masao Inoue dans Dix jours dans une vie (1941).

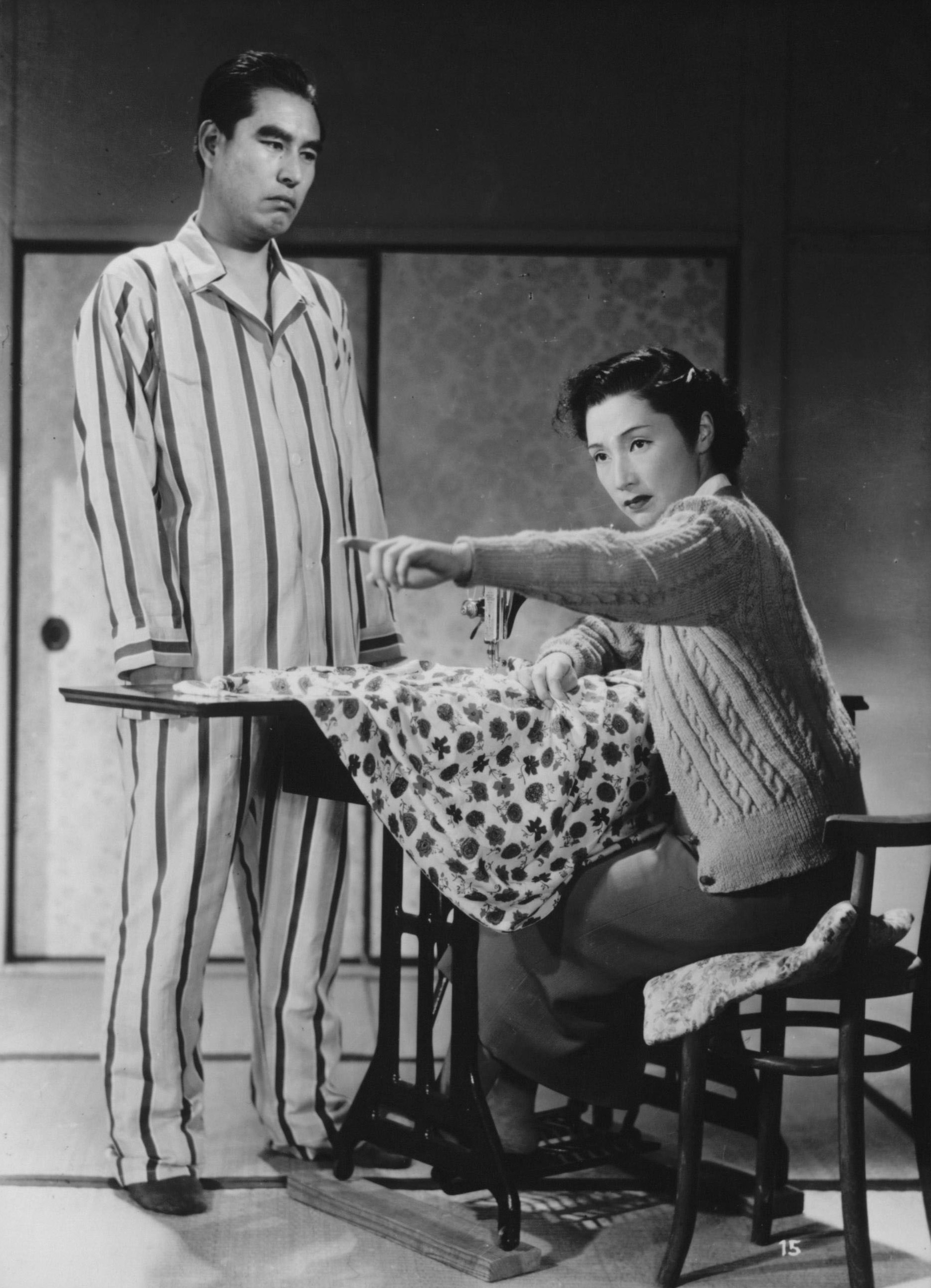
Shin Saburi et Mieko Takamine dans L'École de la liberté (1951).

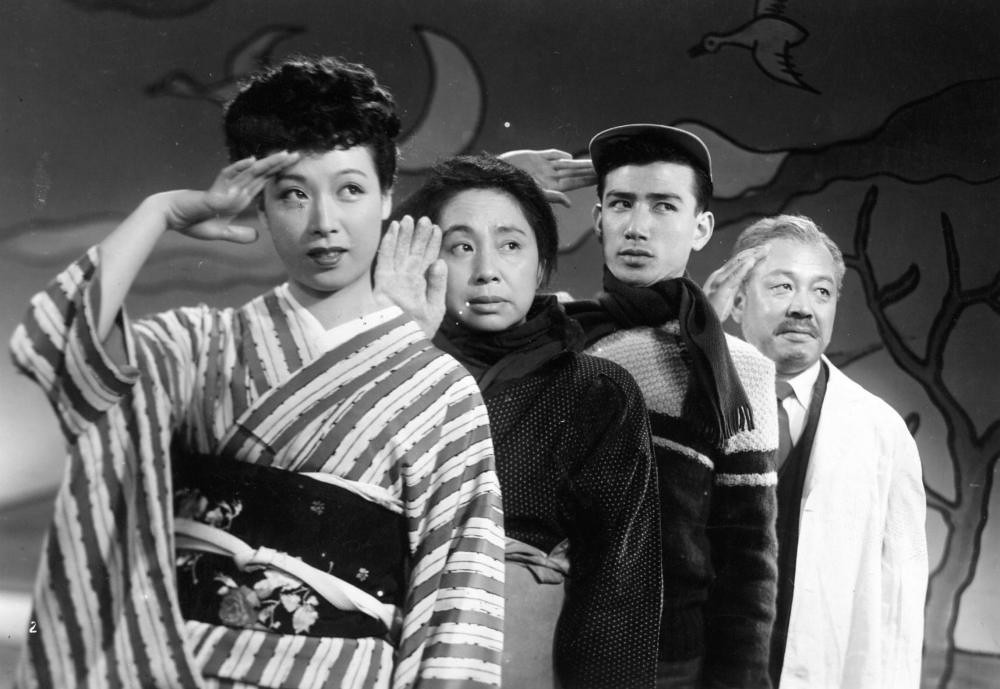
Chikage Awashima, Akiko Tamura, Keiji Sada et Eijirō Yanagi dans Pas de consultations aujourd'hui (1952).

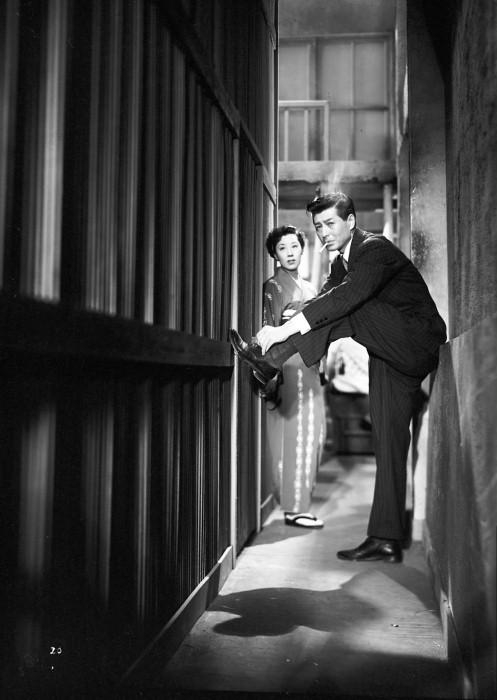
Ryō Ikebe et Isuzu Yamada dans Ceux d'aujourd'hui (1952).

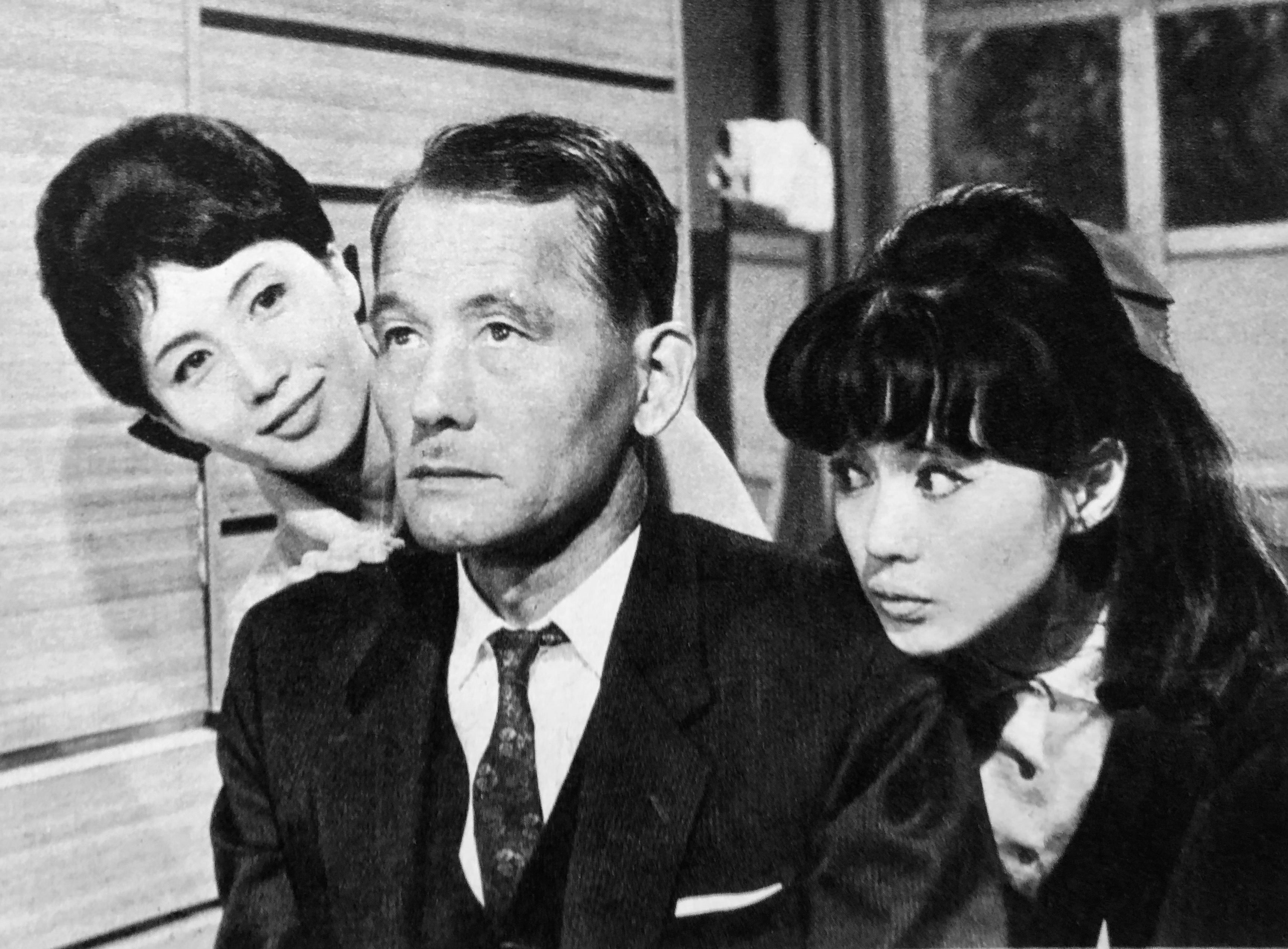
Shima Iwashita, Chishū Ryū et Mariko Kaga dans Le Radis et la Carotte (1965).

Sauf indication contraire, les titres en français se basent sur la filmographie de Minoru Shibuya dans l'ouvrage Le Cinéma japonais de Tadao Sato.
- 1937 : Madame n'en saura rien (奥様に知らすべからず, Okusama ni shirasu bekarazu?)
- 1937 : La Demande en mariage de maman (ママの縁談, Mama no endan?)
- 1938 : La Jeune Fille qui fredonne (鼻唄お嬢さん, Hanauta ojōsan?)
- 1938 : La Mère et l'Enfant (母と子, Haha to ko?)
- 1938 : Une femme chez moi (わが家に母あれ, Wagaya ni haha are?)
- 1939 : Vent du sud (南風, Minamikaze?)
- 1939 : Une famille nouvelle (新しき家族, Atarashiki kazoku?)
- 1939 : Le Renard (狐, Kitsune?)
- 1940 : La Résolution de la femme I (女性の覚悟 第一部 純情の花, Josei no kakugo: Junjō no hana?) coréalisé avec Kenkichi Hara
- 1940 : La Résolution de la femme II (女性の覚悟 第二部 犠牲の歌, Josei no kakugo: Gisei no uta?) coréalisé avec Kenkichi Hara
- 1941 : Coutumes de Tokyo (東京の風俗, Tōkyō no fūzoku?)
- 1941 : Dix jours dans une vie (十日間の人生, Tōkakan no jinsei?)
- 1941 : Le Pays des cerisiers (桜の国, Sakura no kuni?)
- 1942 : La Famille (家族, Kazoku?)
- 1942 : Une femme (或る女, Aru onna?)
- 1942 : La Grande Colère des spectres (幽霊大いに怒る, Yūrei ōi ni okoru?)
- 1943 : Bombardements d'avions ennemis (敵機空襲, Tekki kūshū?) coréalisé avec Hiromasa Nomura et Kōzaburō Yoshimura
- 1943 : Tonton (をぢさん, Ojisan?) coréalisé avec Kenkichi Hara
- 1947 : Passion (情炎, Jōen?)
- 1947 : La Demoiselle qui s'est enfuie (飛び出したお嬢さん, Tobidashita ojōsan?)
- 1948 : Conception (受胎, Jutai?)
- 1948 : La Quatrième Dame (四人目の淑女, Yoninme no shukujo?)
- 1949 : Les lèvres vermeilles n'ont toujours pas disparu (朱唇いまだ消えず, Beni imada kiezu?)
- 1949 : Le Vrai Visage de la fleur (花の素顔, Hana no sugao?)
- 1950 : Controverse du premier amour (初恋問答, Hatsukoi mondō?)
- 1950 : Tohu-bohu (てんやわんや, Ten'ya wan'ya?)
- 1951 : L'École de la liberté (自由学校, Jiyū gakkō?)
- 1952 : Pas de consultations aujourd'hui (本日休診, Honjitsu kyūshin?)[10]
- 1952 : Ceux d'aujourd'hui (現代人, Gendai-jin?)[6]
- 1953 : Pêle-mêle (やつさもつさ, Yassa mossa?)
- 1954 : Les Médailles (勲章, Kunsho?)
- 1955 : Le Christ en bronze (青銅の基督, Seidō no Kirisuto?)[11]
- 1956 : Traces de femmes (女の足あと, Onna no ashiato?)
- 1957 : La Ligue des vertueux (正義派, Seigiha?)[12]
- 1957 : Le Quartier des fous (気違い部落, Kichigai buraku?)
- 1958 : La Saison des mauvaises femmes (悪女の季節, Akujo no kisetsu?)[13]
- 1959 : Intrigue amoureuse embrouillée (霧ある情事, Kiri aru jōji?)
- 1960 : Banana (バナナ, Banana?)
- 1961 : Les Grincheuses (もず, Mozu?)[14]
- 1961 : Un homme bon (好人好日, Kōjin kōjitsu?)[15]
- 1962 : Au Paradis des ivrognes (酔っぱらい天国, Yopparai tengoku?)[16]
- 1963 : Une forteresse pour nous deux (二人だけの砦, Futari dake no toride?)
- 1964 : Une Marilyn de Tokyo (モンローのような女, Monrō no yōna onna?)
- 1965 : Le Radis et la Carotte (ja) (大根と人参, Daikon to ninjin?)[17]
- 1966 : Il est respectable de respecter (喜劇 仰げば尊し, Kigeki: Aogeba tōtoshi?)

## Distinctions

### Récompense
- 1953 : Prix Mainichi du meilleur réalisateur pour Ceux d'aujourd'hui et Pas de consultations aujourd'hui[5]

### Sélections
- 1953 : Ceux d'aujourd'hui est présenté en compétition au festival de Cannes[6]
- 1956 : Le Christ en bronze est présenté en compétition au festival de Cannes[11]